# Elagàbal
|  | Aquest article tracta sobre l'emperador romà. Si cerqueu la divinitat oriental, vegeu «Sol Invictus». |

Elagàbal o, ocasionalment, Heliogàbal (llatí: Ĕlăgăbălus o Hēlĭŏgăbălus; Roma, c. 203 – 11 de març de 222), nascut Vari Avit Bassià (llatí: Varius Avitus Bassianus) i també conegut amb el nom de Vari Avit Bassià Marc Antoní, fou un emperador romà de la dinastia Severa o dels Severs que va regnar del 218 fins al 222. Elagàbal va ser, i encara és, una de les figures més polèmiques de l'Imperi Romà. Mentre va regnar, va deixar clar el seu poc respecte per la tradició religiosa de Roma i els tabús sexuals de l'època. El seu nom és una forma llatinitzada de la deïtat semítica El-Gabal, manifestació del déu semític El. Va substituir Júpiter, cap del panteó romà, per un nou déu anomenat Sol Invictus, que en llatí vol dir 'El déu Sol invicte'. Elagàbal va forçar els magistrats romans a participar en el culte del Sol Invictus, que ell mateix dirigia.
Va prendre una verge vestal d'esposa i deia obertament que el seu interès en els homes era quelcom més que un passatemps ocasional, com havia estat el cas d'emperadors anteriors. Així doncs, Elagàbal es va guanyar la mala reputació de ser excèntric, decadent i fanàtic, i enemic de l'ordre religiós i social tradicionals. L'activa propaganda que, a la seva caiguda, aquestes orientacions van propiciar va perviure en el temps, i com a conseqüència es va convertir en un dels emperadors romans més demonitzats pels primers historiadors del cristianisme i, per contra, més endavant, esdevingué un heroi del moviment decadentista de finals del segle xix. Siguin reals o exagerats, els escàndols que envolten la seva figura sovint el fan meritori de ser inclòs en la llista dels «emperadors folls».

## Família
Els pares d'Elagàbal eren Sext Vari Marcel i Júlia Soèmies Bassiana. El seu pare, havent començat sent membre de l'orde dels cavallers, era senador. La seva àvia Júlia Mesa era vídua del cònsol Juli Avit, germana de Júlia Domna i cunyada de l'emperador Septimi Sever. Júlia Soèmies era cosina de Caracal·la. Entre altres dels seus parents cèlebres estaven la seva tieta Júlia Avita Mamea i el seu oncle Gessi Marcià, i el seu fill Alexandre Sever. La família d'Elagàbal heretava per dret el sacerdoci del déu del sol El-Gabal, del qual Elagàbal esdevingué el gran sacerdot a Èmesa (Homs avui en dia), a Síria. El nom de l'emperador és la forma llatina d'aquest déu semita, El-Gabal. El nom originàriament feia referència a la deïtat patrona del seu lloc de naixement, Emesa. El és el nom del déu semita més important, mentre que Gabal vol dir 'muntanya' (com a comparació, vegeu la paraula hebrea gevul i l'àrab jebel), i n'era la seva manifestació terrenal a Emesa. El déu va esdevenir per equivocació un déu solar per la proximitat del nom amb la paraula grega helios ('sol'), del qual va sortir la variant Heliogàbal. Els grans sacerdots de l'antiguitat s'identificaven amb el déu a qui servien, d'aquí el nom.

## Ascens al poder
Quan l'emperador Macrí va pujar al poder, va enviar Júlia Mesa amb les seves dues filles i el seu net gran, Elagàbal, a la seva residència d'Emesa, a Síria. Allà va iniciar una conspiració amb l'ajuda del seu conseller eunuc, i tutor d'Elagàbal, Gannys, per fer caure Macrí. Amb aquesta intenció, va decidir fer Elagàbal l'emperador romà. Ell i la seva mare es van fer còmplices del pla i anunciaren (falsament) que ell era el fill il·legítim de Caracal·la. Júlia Mesa només va necessitar donar mostres de la seva riquesa a la legió III Gallica per tal que juressin lleialtat al seu net. Al sortir el sol el 16 de maig del 218, Publi Valeri Comazó Eutiquià, comandant de la legió, el va declarar emperador. Va prendre els noms de Caracal·la, Marcus Aurelius Antoninus, per tal de donar legitimitat a l'esdeveniment. Macrí va enviar cartes al Senat denunciant Elagàbal com un fals Antoní i assegurant que estava boig. Ambdós cònsols i altres magistrats superiors del govern romà, incloent-hi un pretorià, el varen condemnar, i tot seguidament varen declarar la guerra a Elagàbal i Júlia Mesa. Macrí i el seu fill, afeblits per la deserció de la legió II Parthica, que Júlia Mesa havia aconseguit amb suborns i promeses, varen ser vençuts el 8 de juny del 218 prop d'Antioquia per les tropes comanades per Gannys. Macrí va fugir a Itàlia disfressat de missatger. Fou fet presoner prop de Calcedònia i més tard executat a la Capadòcia. El seu fill Diadumenià, que havia estat enviat a la cort de l'Imperi part per la seva seguretat, va ser capturat i executat a Zeugma. Elagàbal va declarar la data de la seva victòria a Antioquia el començament del seu regne i va prendre el títol d'emperador sense l'aprovació prèvia del Senat, la qual cosa violava la tradició romana; però, de tota manera, havia esdevingut una pràctica comuna entre els emperadors del segle iii. Es van enviar cartes de reconciliació per amnistiar els implicats en la guerra, el Senat inclòs, i per reconèixer la llei. Va condemnar la figura del seu predecessor en epístoles: «va emprendre la decisió de degradar la meva edat fent emperador el seu fill de cinc anys». Els senadors respongueren reconeixent-lo emperador i acceptant que era fill de Caracal·la. Tant Caracal·la com Júlia Domna varen ser divinitzats pel Senat, i ambdues, Júlia Mesa i Júlia Soemias, elevades a la categoria d'Augustes. En canvi, Macrí i Diadumenià varen patir un destí contrari.

## Regne imperial

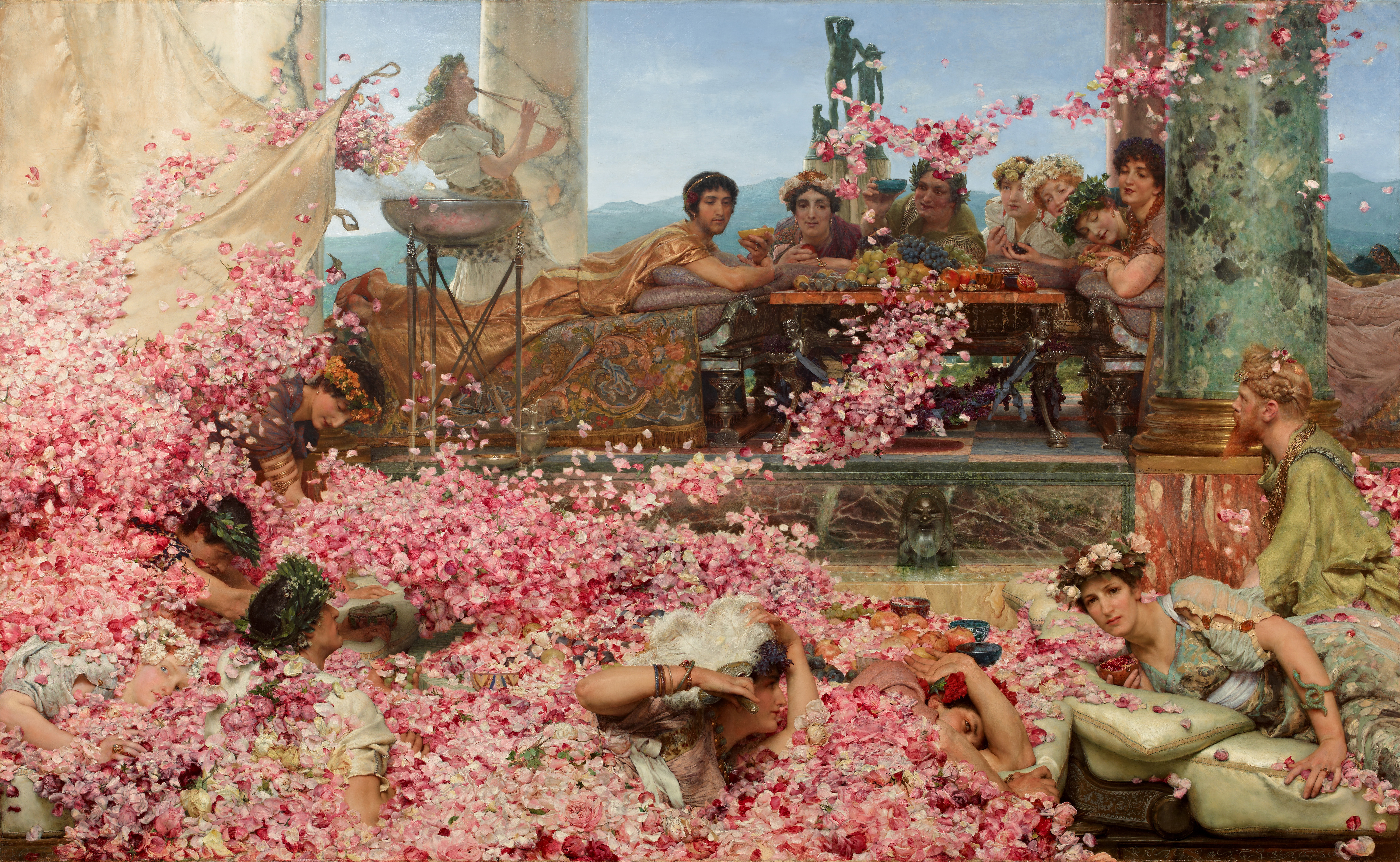
Alma-Tadema, Les roses d'Elagàbal (1888)

Elagàbal i el seu seguici varen passar l'hivern del 218 a Bitínia, a la Nicomèdia, on les creences religioses que mantenia el nou emperador van manifestar-se com el problema que eren per primer cop. Els ciutadans romans de la província no aprovaven la seva pràctica, i Gannys va ser mort mentre comandava la repressió dels avalots. La Historia Augusta, de fet, suggereix que Gannys va morir a mans del mateix Elagàbal perquè l'estava obligant a viure amb «temperament i prudència». Amb l'objectiu d'acostumar els romans a la idea de tenir un sacerdot oriental d'emperador, Júlia Mesa va enviar un llenç pintat d'Elagàbal vestit amb robes sacerdotals a Roma perquè fos penjat sobre una estàtua de la dea Victòria a l'edifici del Senat. Això va posar els senadors en la incòmoda situació d'estar fent ofrenes a l'emperador cada cop que les feien a la dea Victòria.
Elagàbal es va haver d'estar més temps del compte a l'Àsia Menor perquè va haver de sufocar les revoltes causades per la legió III Gallica, comandada pel senador Luci Aureli Ver, i la legió IV Scythica, sota el comandament de Gel·li Màxim. Quan el seu seguici finalment va arribar a Roma la tardor del 219, Comazó i els altres aliats de Júlia Mesa i Elagàbal van rebre posicions de confiança còmodes i lucratives, cosa que va enfurir els altres senadors, que no els consideraven gens respectables. Comazó va ser prefecte de Roma tres cops, i senador dos més. Un cert oficial, del nom del qual només en resta el final, -atus, va passar el cursus honorum en diverses posicions elevades, incloent-hi la de cònsol. Elagàbal no sols va intentar fer que el seu amant Hièrocles fos anomenat Cèsar, sinó que un altre presumpte amant seu, Aureli Zòtic, va rebre el càrrec de cubiculari. Pel que fa a la seva promesa d'amnistiar els anteriors líders romans, la va respectar, amb l'excepció del jurista Ulpià, que va ser exiliat. La relació que Elagàbal mantenia amb Júlia Mesa i Júlia Soemias al començament era sòlida. La seva mare i la seva àvia foren les primeres dones a ser admeses al senat, i ambdues varen rebre títols de senadores: Soemias sota el títol ja establert de Clarissima i Mesa el menys ortodox de Mater Castrorum et Senatus. Júlia Mesa va intentar mantenir-se en l'ombra del poder, però Elagàbal va demostrar ser massa independent i impossible de controlar.

### Religió
Des del regnat de Septimi Sever, el culte al sol havia esdevingut popular en tot l'imperi. Elagàbal, doncs, ho veié com una gran oportunitat de fer el seu déu, El-Gabal, la deïtat suprema del panteó romà. El-Gabal, reanomenat Deus Sol Invictus, o 'Déu, el Sol invicte', tenia preferència per sobre fins i tot de Júpiter. Per simbolitzar la unió entre les dues religions, Elagàbal va donar en diverses ocasions Astarte, Minerva, Urània o qualsevol combinació d'aquestes tres a El-Gabal com a esposes. Ell es va casar amb la verge vestal Aquília Severa, fet que va provocar un gran aldarull. Ell deia que li donaria «fills divins».
Va fer construir un temple a Roma, a la cara oriental del Palatí, per allotjar-hi El-Gabal, un meteorit cònic de color negre. Avui en dia els fonaments encara en són visibles. Per tal d'esdevenir el gran sacerdot del culte, Elagàbal es va fer circumcidar. Herodià en els seus escrits relata que Elagàbal obligava els senadors a observar-lo mentre ballava al voltant de l'altar d'El-Gabal al so dels timbals i que cada solstici d'estiu esdevenia un gran i pompós festival del nou déu, que resultava molt popular entre les masses, ja que s'hi distribuïa menjar.

### Polèmica pel que fa a la seva sexualitat
L'orientació sexual d'Elagàbal i la seva identitat de gènere han estat objecte de molta especulació i debat. L'emperador es va casar amb cinc dones (de les quals es va divorciar més tard), tres de les quals ens són conegudes. La primera va ser Júlia Cornèlia Paula; la segona la verge vestal Júlia Aquilia Severa, cosa que va ser un gran escàndol perquè la llei romana dictaminava que les vestals havien de romandre verges, i aquelles que haguessin mantingut relacions sexuals havien de ser colgades vives sota terra. En menys d'un any, la va abandonar i es va casar amb Ànnia Fàustia, descendent de Marc Aureli, i vídua d'un home que ell havia manat executar feia poc. A finals d'any havia tornat amb Severa, però segons el seu contemporani, l'historiador Cassi Dió, la seva relació més estable havia estat amb el portador del seu carro, un esclau ros de Cària anomenat Hièrocles, a qui anomenava el seu «marit». Dio també escrigué que Elagàbal tenia el costum de «restar dempeus al costat de la porta de la seva habitació del palau, tal com fan les prostitutes, i fer ballar la cortina, que penjava d'anelles daurades, mentre seduïa amb una veu suau i suggestiva aquells que passaven per davant». Herodià també parla del seu costum de realçar la seva bellesa natural amb ingents quantitats de maquillatge. Alguns escriptors moderns han especulat que Elagàbal probablement posseïa una identitat transgènere. S'ha dit d'ell que li agradava que l'anomenessin l'«amant, l'esposa, la reina de Hièrocles», i que va prometre la meitat de l'Imperi Romà a aquell metge que fos capaç de donar-li genitals femenins.

### Caiguda
La seva excentricitat, especialment el fet de forçar els altres a participar en el nou culte, convencé Júlia Mesa que tant ell com la seva mare, Júlia Soemias, que l'havia iniciat en les seves pràctiques religioses, havien de ser trets d'escena. Va decidir emprar aquest cop la seva altra filla Júlia Avita Mamea i el seu fill de tretze anys, Alexandre Sever, com a alternatives al tron. Mesa i Mamea varen convèncer Elagàbal de fer Alexandre el seu successor, però Elagàbal en lloc d'això va manar que l'executessin, cosa que mai va arribar a passar, ja que Mesa i Mamea havien subornat la guàrdia pretoriana abans de rebre les ordres de l'emperador. Elagàbal i la seva mare, Júlia Soemias, varen ser assassinats pels pretorians (segons la Historia Augusta, a la latrina de l'emperador) l'11 de març del 222, i els seus cossos arrossegats pels carrers de Roma fins a ser llençats a la cloaca maxima, i finalment al Tíber.

### Fonts de poca veracitat

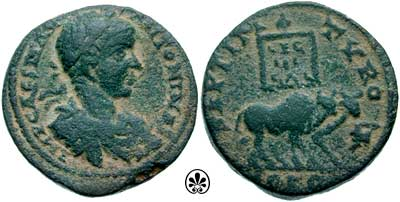
Asos amb l'efígie d'Elagàbal

## Després de la seva mort